# تي ألان بروفتون
تي ألان بروفتون (بالإنجليزية: T. Alan Broughton)‏ هو موسيقي وكاتب وأستاذ جامعي وشاعر أمريكي، ولد في 9 يونيو 1936 في برين مار ‏ في الولايات المتحدة، وتوفي في 17 مايو 2013 في مقاطعة تشيتندن في الولايات المتحدة.